# Zygmunt Haupt
Zygmunt Haupt (* 5. März 1907 in Ułaszkowce, Österreich-Ungarn; † 10. Mai 1975 in Winchester, Virginia, USA) war ein polnischer Maler, Schriftsteller und Architekt. Im zwanzigsten Jahrhundert war sein literarisches Werk (im Wesentlichen Reportagen, Essays und Erzählungen) fast ausschließlich unter den polnischen Emigranten im Westen bekannt. Seit einiger Zeit gelangt sein Werk durch die Tätigkeit seines Verlegers Andrzej Stasiuk wieder in den Blick der Öffentlichkeit.

## Leben
Zygmunt Haupt wuchs in einer polnischen Familie in Podolien auf. Er besuchte zunächst die Grundschule in Tarnopol, bevor er am Gymnasium Jarosław Abitur machte. Anschließend begann er ein Ingenieursstudium an der Jan-Kazimierz-Universität Lwów, welches er abbrach um Architektur zu studieren. 1928 wechselte er nach Paris, um von 1931 bis 1932 an der Sorbonne Urbanistik zu studieren. Dort begann er auch seine Tätigkeit als Maler und Schriftsteller. 
Aus Paris kehrte er nach Polen zurück und beteiligte sich aktiv im kulturellen Leben der Stadt Lwów, bevor er 1939 zur 10. Kavalleriebrigade einberufen wurde.
Am Zweiten Weltkrieg nahm er als Unteroffizier in einer Einheit der motorisierten Artillerie teil. Nach der Besetzung Ostpolens durch die UdSSR floh seine Untereinheit nach Ungarn. Aus einem Internierungslager gelangte Haupt nach Frankreich. Er überlebte 1940 die Schlacht von Dünkirchen auf Seiten der Alliierten und wurde auf der MS Batory nach Großbritannien evakuiert, wo er in Gosford und London weiter in der polnischen Armee diente. Dort lernte er seine spätere Frau, eine Amerikanerin, kennen.
1946 siedelte Zygmunt Haupt mit seiner Frau und ihrem gemeinsamen Sohn in die USA über, zuerst nach New Orleans und 1951 nach New York, um dort für die Voice of America zu arbeiten. Dort redigierte er auch die neu gegründete polnische Emigrantenzeitschrift „Ameryka“ und publizierte in englischer Sprache in den Zeitschriften „Accent“, „Nassau Review“, „Furioso“, „The Paris Review“, „New Directions“.
Haupt verstarb am 10. Mai 1975 in Winchester im Bundesstaat Virginia nach einem Herzinfarkt sowie Schlaganfall. Er wurde auf dem Friedhof von Metairie in Louisiana bestattet.

## Auszeichnungen
- 1963 Preis der Pariser Zeitschrift der polnischen Emigration „Kultura“ für sein Buch „Pierścień z papieru“ (Der Papierene Ring)
- 1971 Preisträger der Kościelski-Stiftung.

## Nachwirken
Der literarische Nachlass des Schriftstellers wird an der  Stanford University aufbewahrt. Seit September 2015 findet auf Anregung des Schriftstellers und Verlegers Andrzej Stasiuk in Gorlice und Szymbark das Zygmunt-Haupt-Festival („Festiwal im. Zygmunta Haupta“) statt.

## Werk
- Pierścień z papieru (Paris 1963, Wołowiec 1999, gesammelte Erzählungen, als einziges Werk zu Lebzeiten erschienen)
  - Ein Ring aus Papier : Erzählungen. Übersetzung Esther Kinsky. Essay von Andrzej Stasiuk. Frankfurt am Main : Suhrkamp, 2004
- Szpica. Opowiadania, warianty, szkice (Paris 1989, posthum)
  - Vorhut : Erzählungen, Skizzen, Fragmente. Übersetzung Esther Kinsky. Frankfurt am Main : Suhrkamp, 2007
- Baskijski diabeł. Opowiadania i reportaże (Warschau 2007; Wołowiec 2016; gesammelte Erzählungen, Reportagen, Essays, umfasst auch Pierścień z papieru)
- Z Roksolanii. Szkice, opowiadania, recenzje, warianty (Toruń 2009)